# 1928年サンモリッツオリンピック
1928年サンモリッツオリンピック（1928ねんサンモリッツオリンピック）は、1928年2月11日から2月19日まで、スイスのサンモリッツで行われた冬季オリンピック。サンモリッツ1928（St. Moritz 1928）と呼称される。第二次世界大戦以前に開催、もしくは開催が計画された冬季オリンピックは、同年に開催された夏季オリンピック開催国と同じ国で開催、もしくは開催が計画されたが、当大会は唯一夏季大会（アムステルダム（オランダ））と異なる国で開催された。

## ハイライト
日本人が初めて出場した冬季オリンピックで、ノルディックスキー種目に永田実、高橋昴、竹節作太、矢沢武雄、伴素彦、麻生武治の6人が出場した。日本人最高位はクロスカントリースキー男子50kmの永田実の24位。

## 実施競技
| - アイスホッケー - クロスカントリースキー - スキージャンプ - スケルトン - スピードスケート |  | - ノルディック複合 - フィギュアスケート - ボブスレー - バイアスロン（公開競技） |

## 各国の獲得メダル
| 順 | 国・地域         | 金 | 銀 | 銅 | 計 |
| -- | ---------------- | -- | -- | -- | -- |
| 1  | ノルウェー       | 6  | 4  | 5  | 15 |
| 2  | アメリカ合衆国   | 2  | 2  | 2  | 6  |
| 3  | スウェーデン     | 2  | 2  | 1  | 5  |
| 4  | フィンランド     | 2  | 1  | 1  | 4  |
| 5  | カナダ           | 1  | 0  | 0  | 1  |
| 5  | フランス         | 1  | 0  | 0  | 1  |
| 7  | オーストリア     | 0  | 3  | 1  | 4  |
| 8  | ベルギー         | 0  | 0  | 1  | 1  |
| 8  | チェコスロバキア | 0  | 0  | 1  | 1  |
| 8  | ドイツ           | 0  | 0  | 1  | 1  |
| 8  | イギリス         | 0  | 0  | 1  | 1  |
| 8  | スイス（開催国） | 0  | 0  | 1  | 1  |